# Hyundai-Kia N
Hyundai-Kia N — автомобильная платформа Hyundai и Kia, действующая с 2019 года.

## N3
Первый автомобиль на платформе Hyundai-Kia N3 — это Hyundai Sonata восьмого поколения.

### Устанавливается на
- Hyundai Santa Cruz (NX4a OB) (2021 — настоящее время)[3]
- Hyundai Santa Fe (TM PE) (фейслифтинг, 2020 — 2023)[4]
- Hyundai Sonata (DN8) (2019 — настоящее время)[5][6]
- Hyundai Staria (US4) (2021 — настоящее время)[7]
- Hyundai Tucson (NX4) (2020 — настоящее время)
- Kia Carnival (KA4) (2020 — настоящее время)
- Kia K5 (DL3) (2019 — настоящее время)[8][9]
- Kia K8 (GL3) (2021 — настоящее время)
- Kia Sorento (MQ4) (2020 — настоящее время)[10][11]

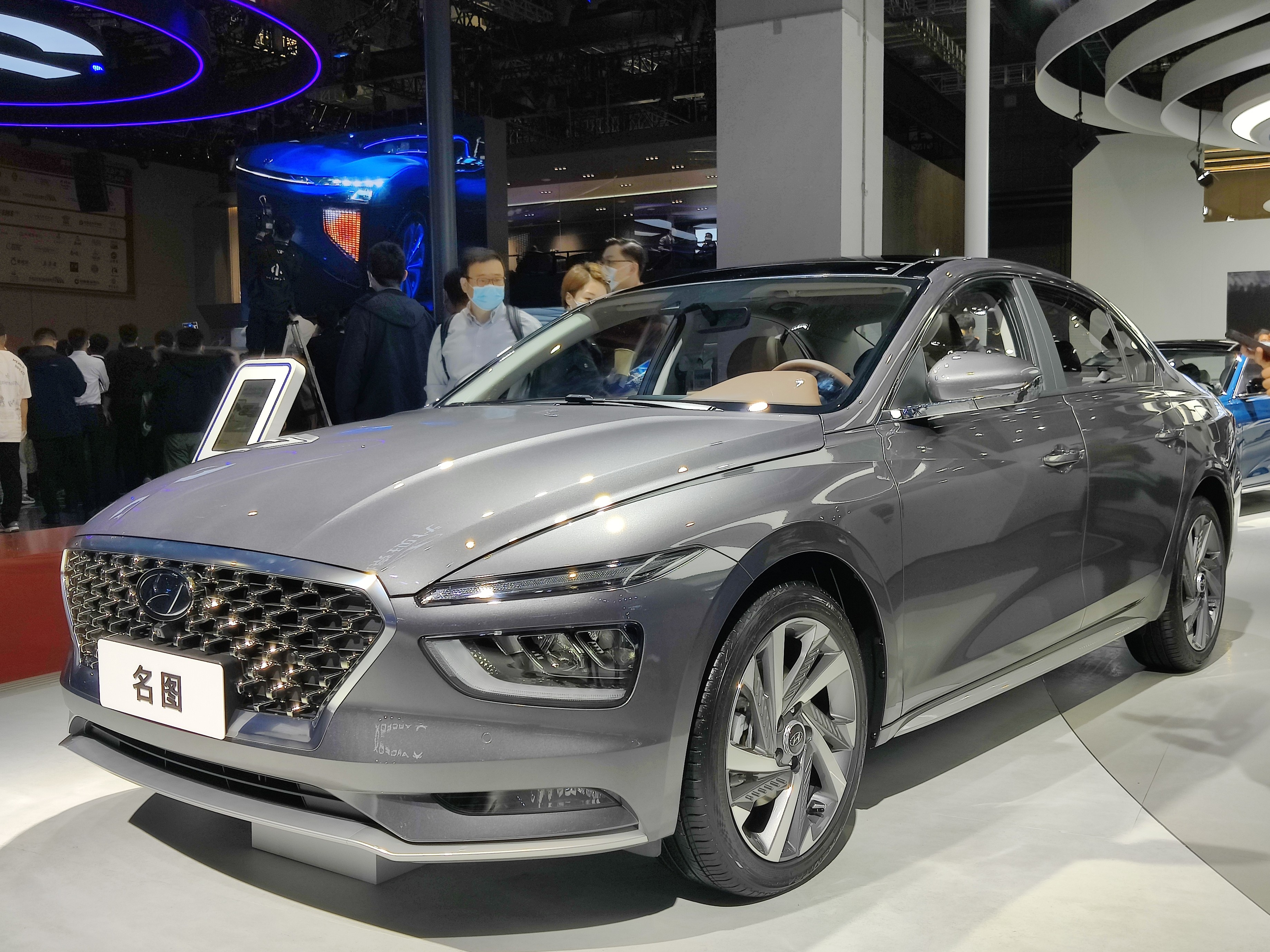
Kia Sportage (NQ5) (2021 — настоящее время)[12]   - Hyundai Mistra (DU2)
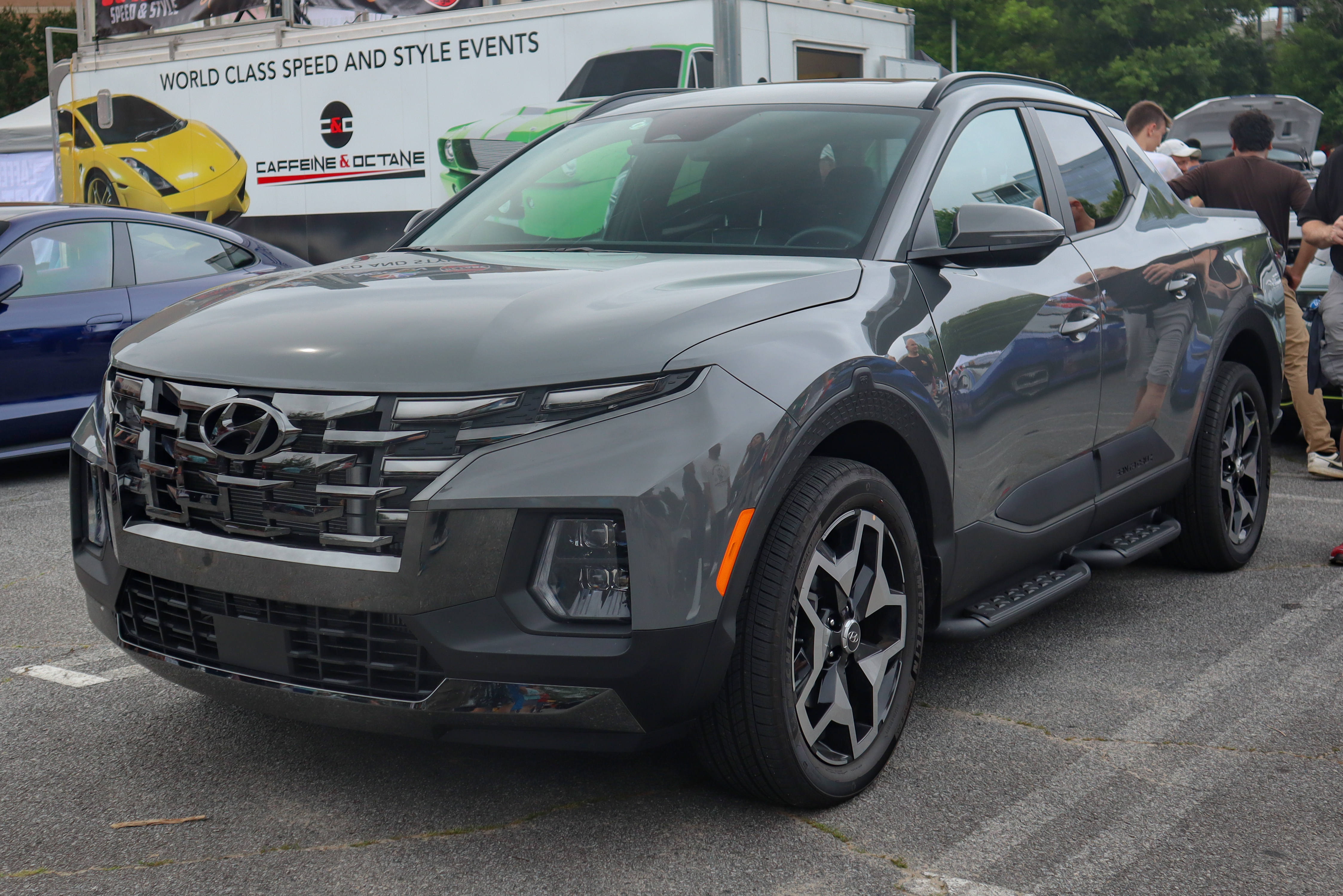
Hyundai Santa Cruz (NX4A OB)
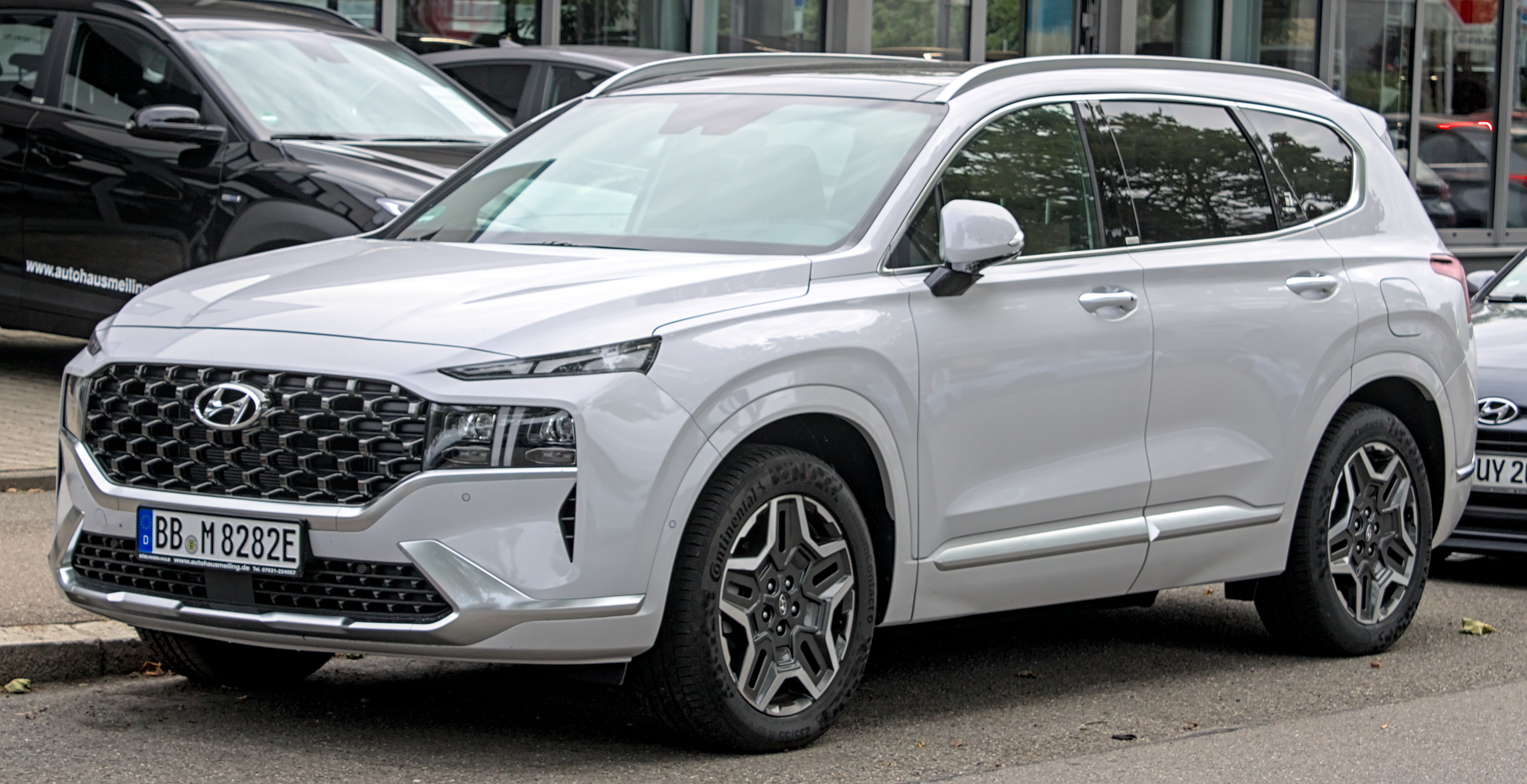
Hyundai Santa Fe (TM)
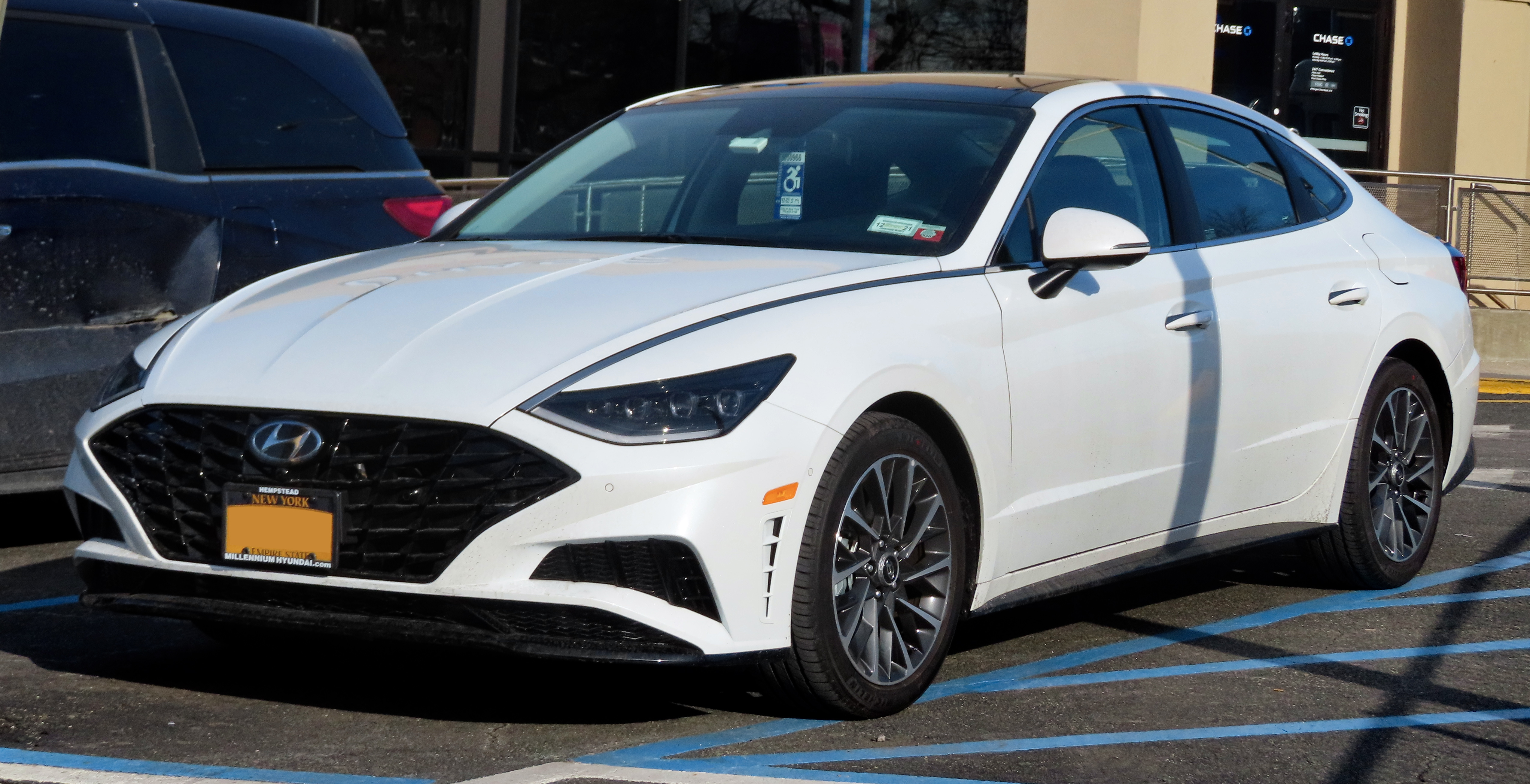
Hyundai Sonata (DN8)
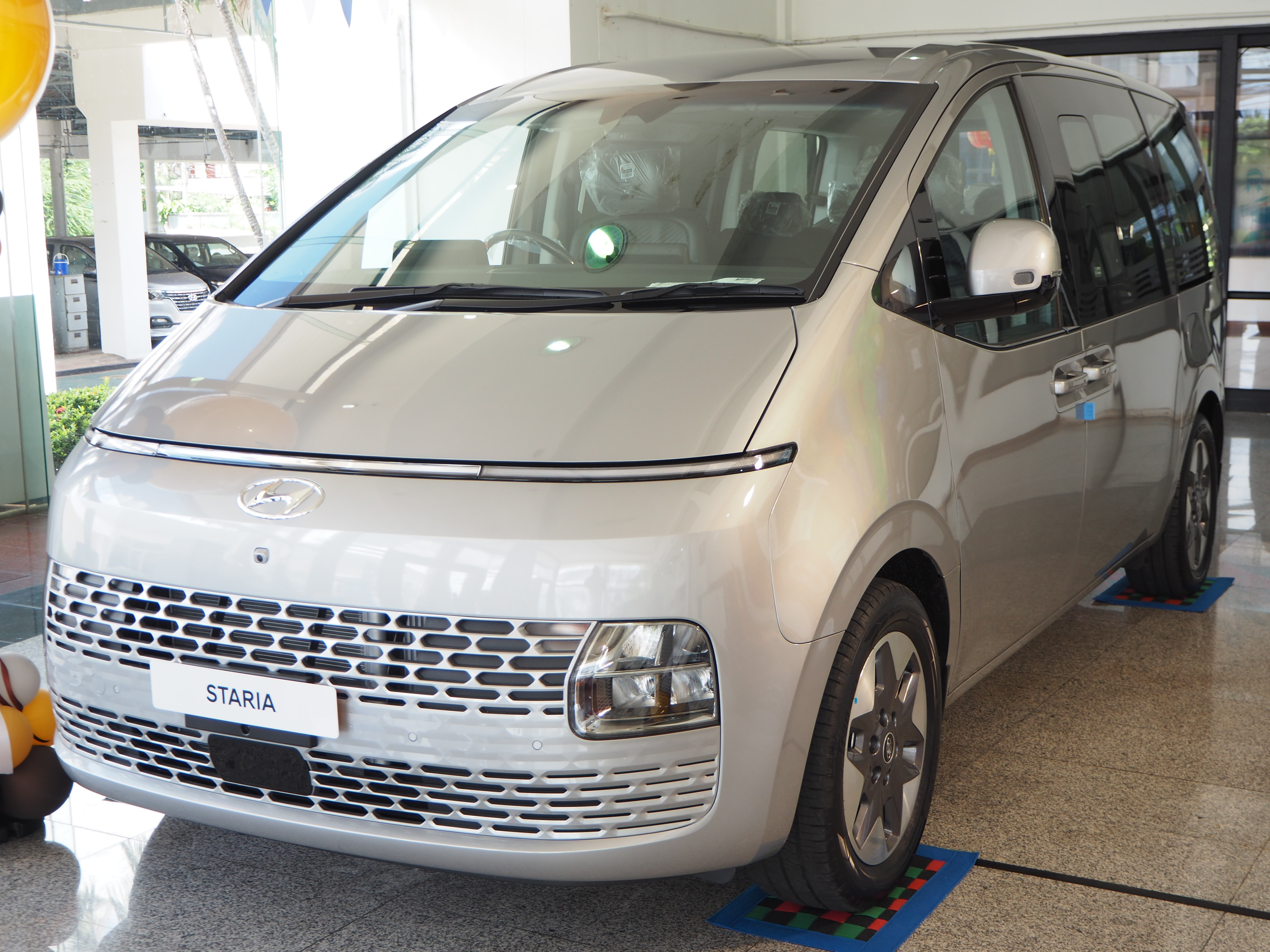
Hyundai Staria (US4)
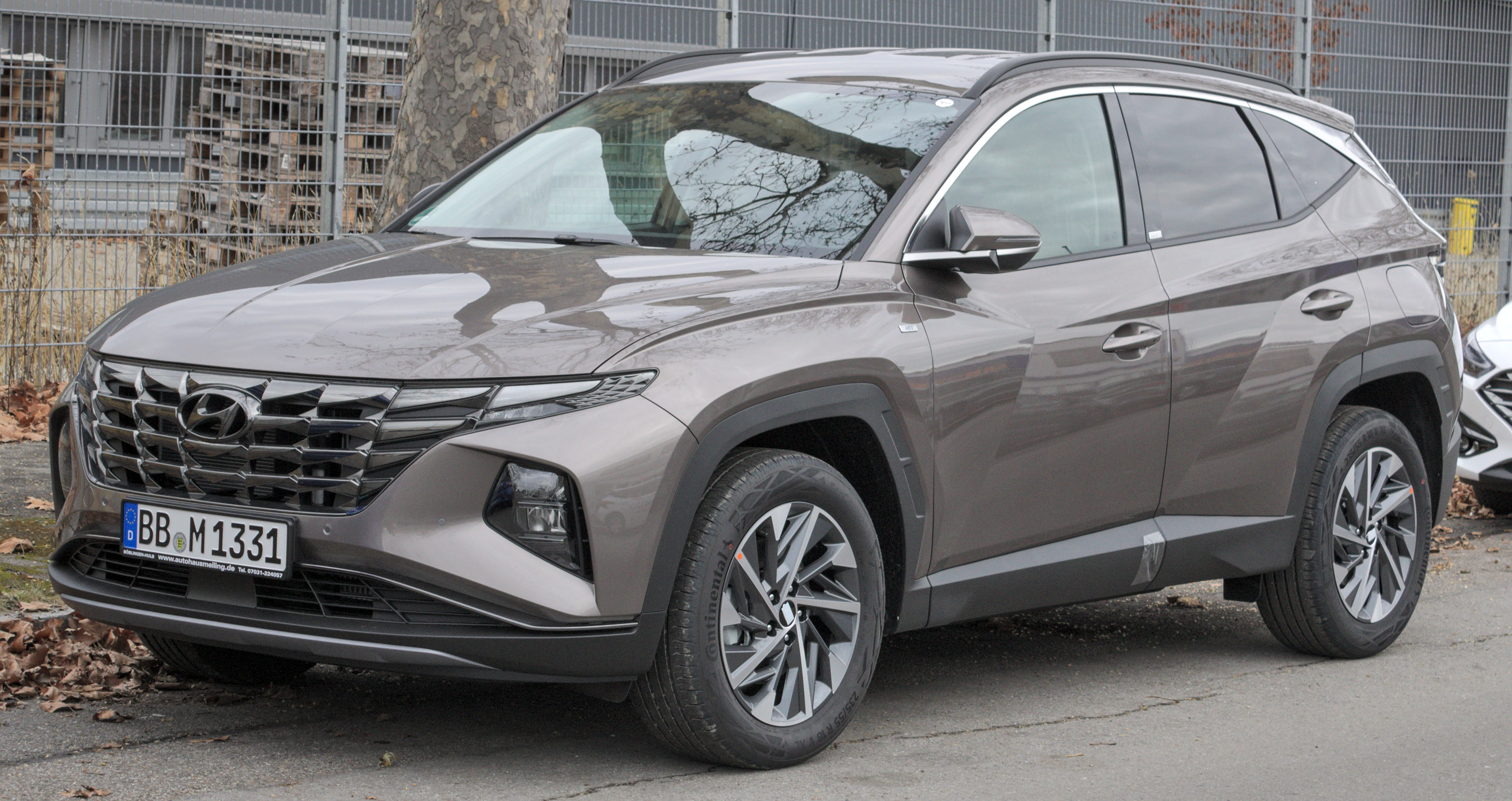
Hyundai Tucson (NX4)
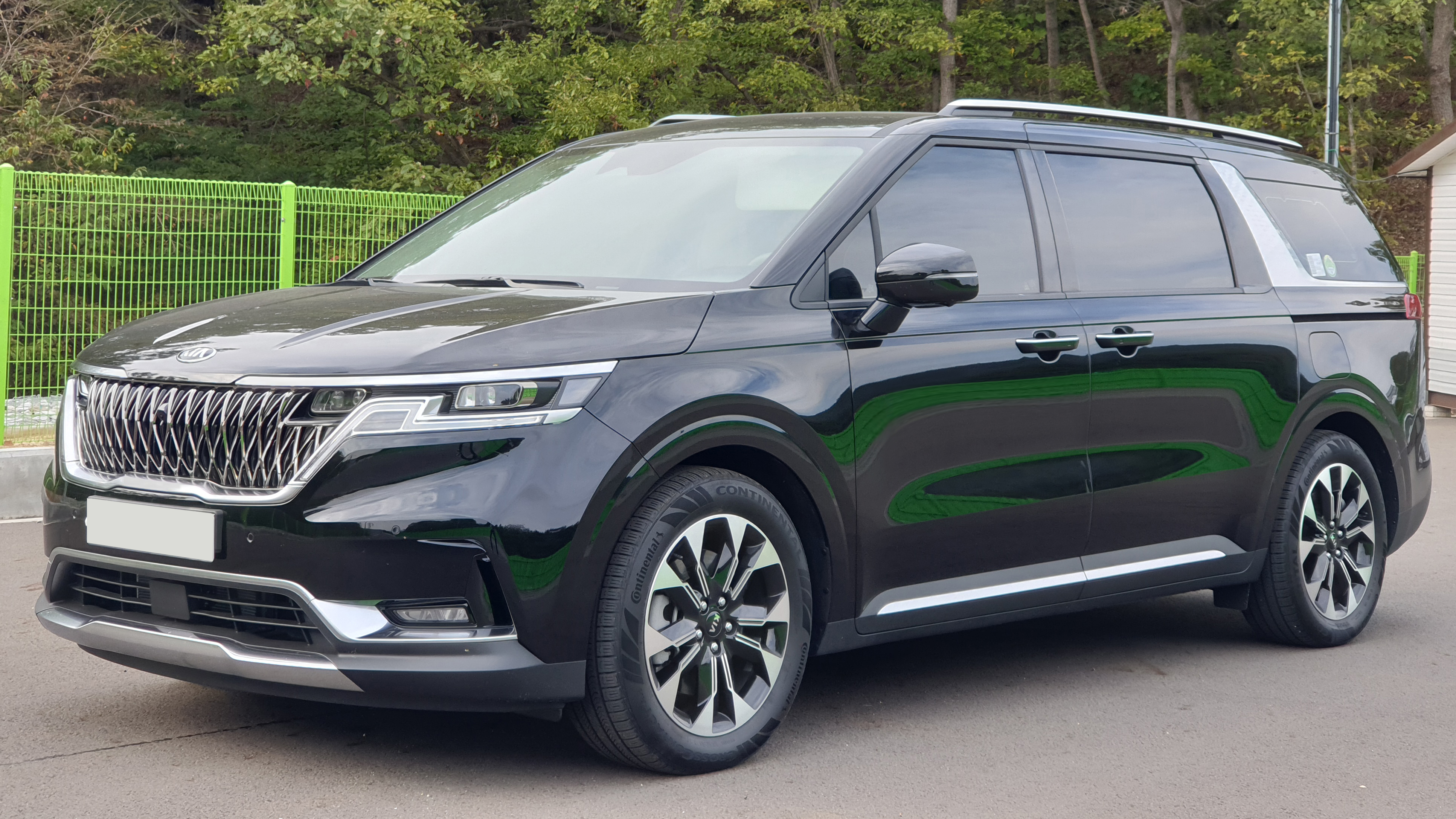
Kia Carnival (KA4)
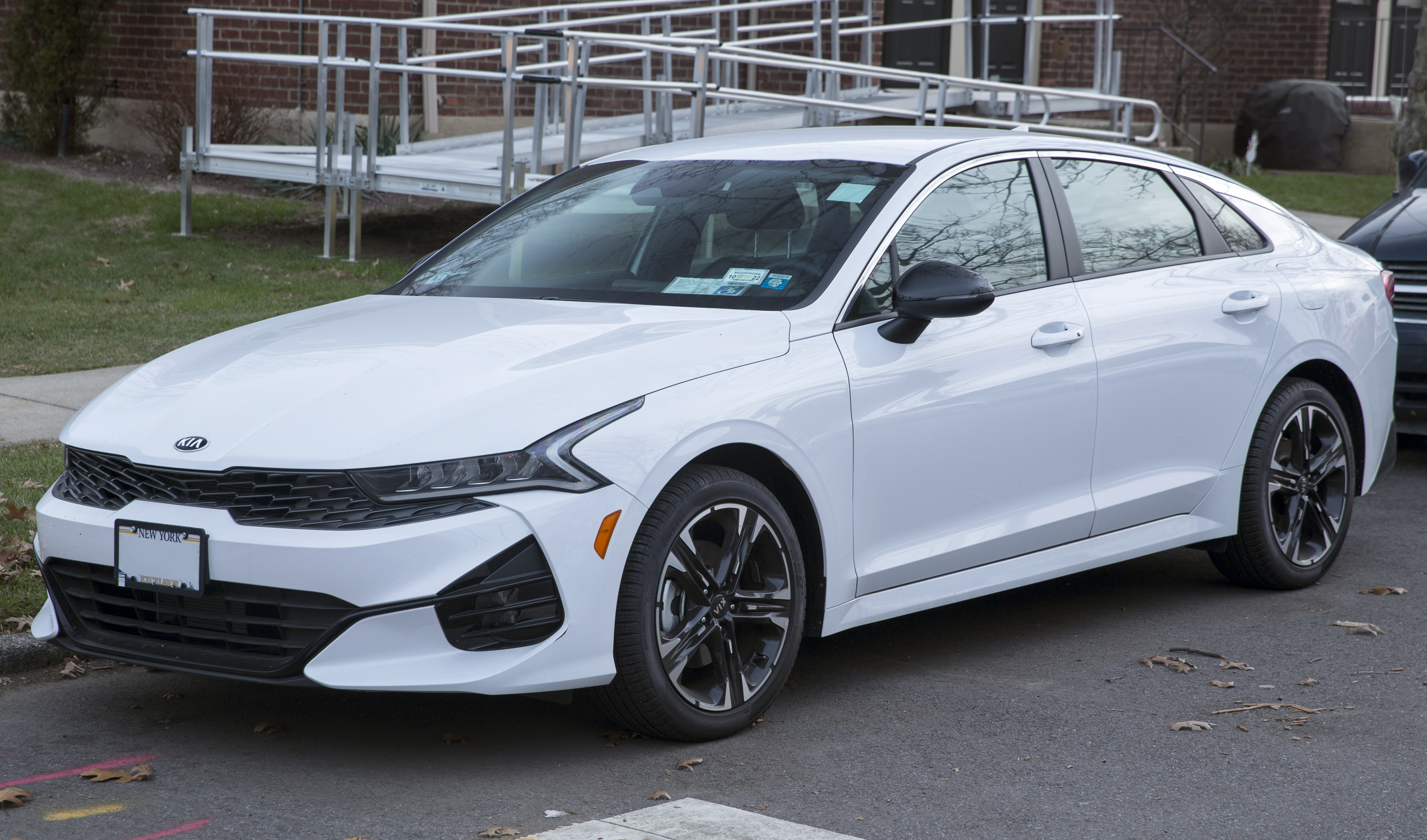
Kia K5 (DL3)
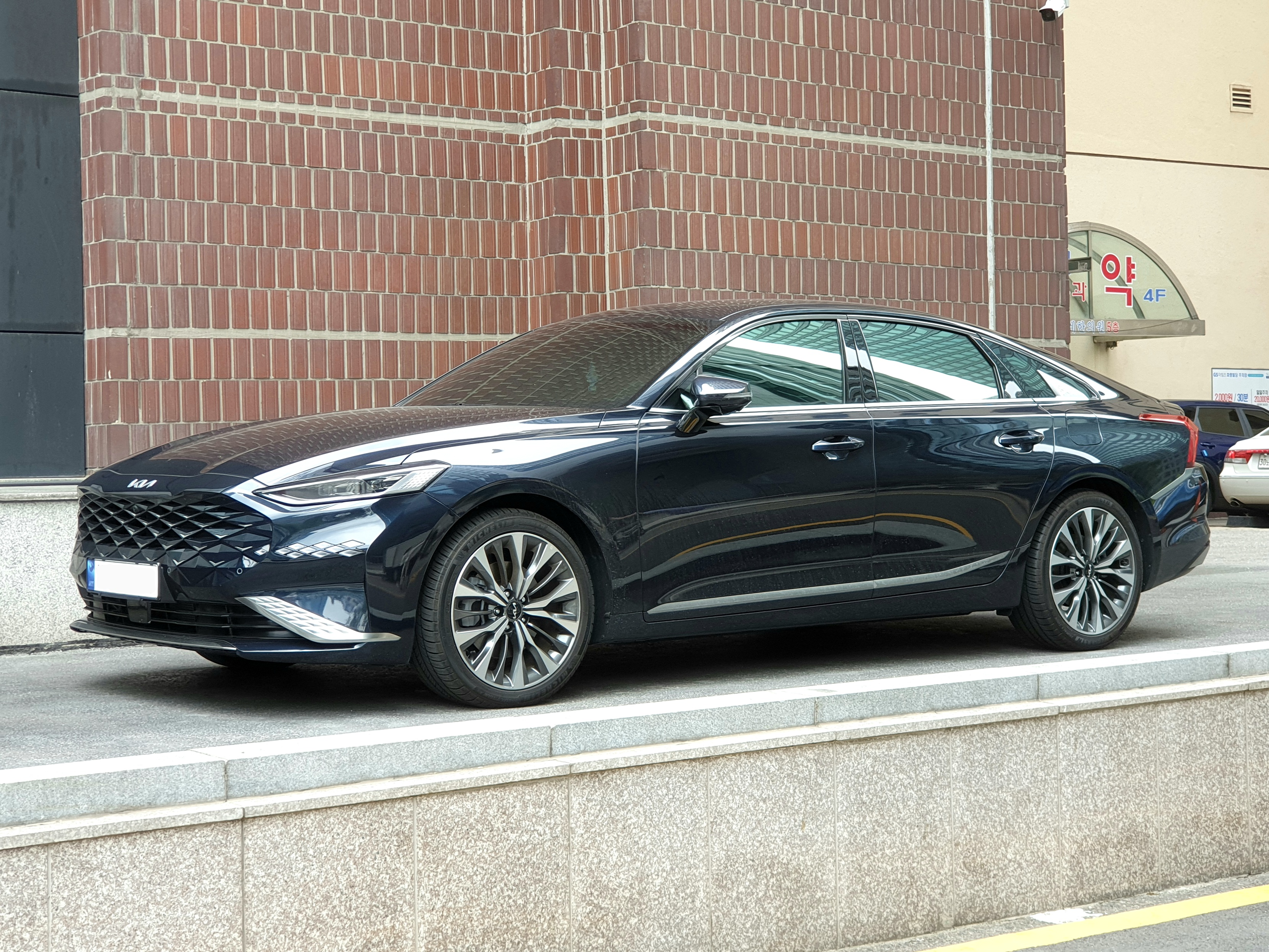
Kia K8 (GL3)
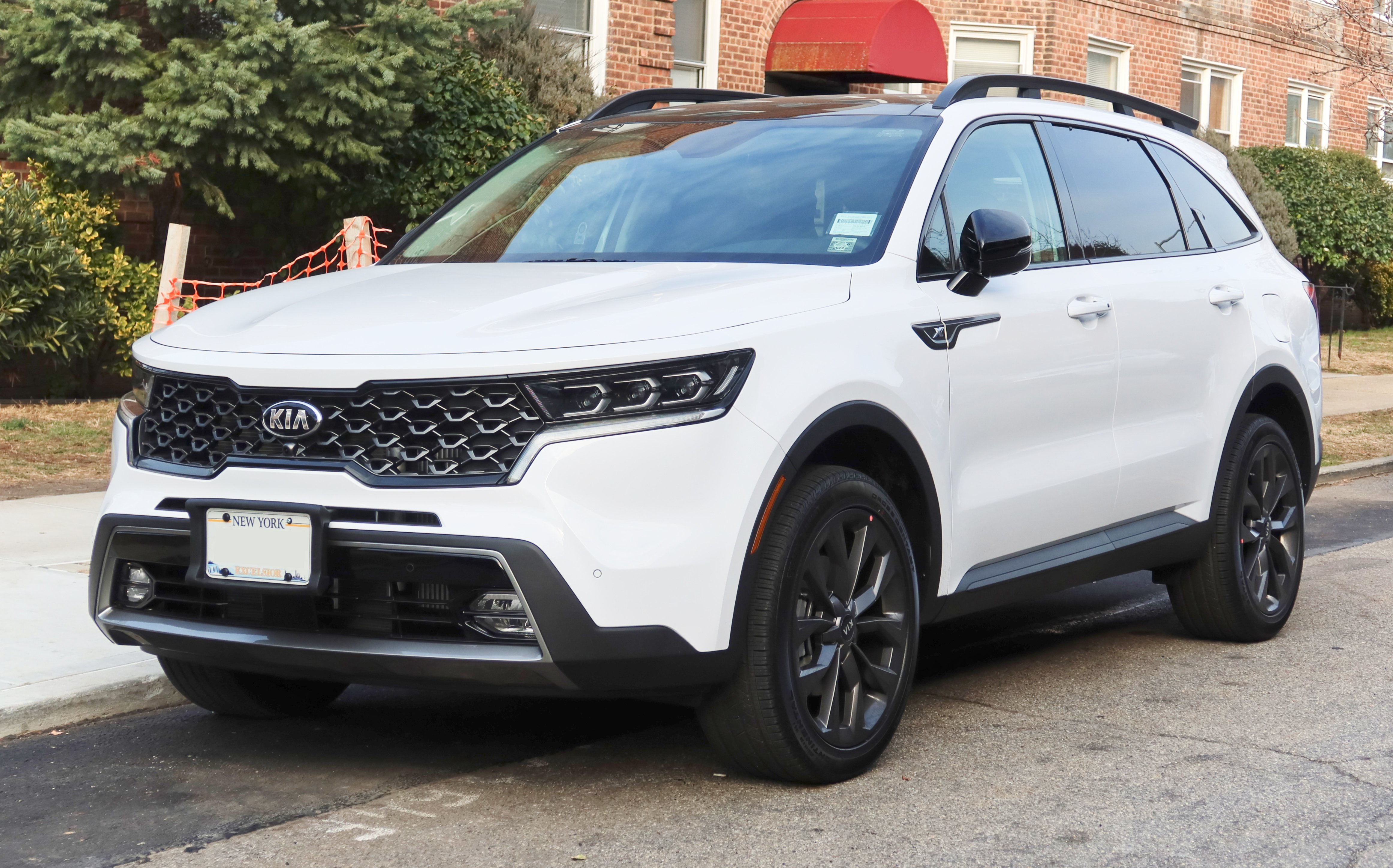
Kia Sorento (MQ4)
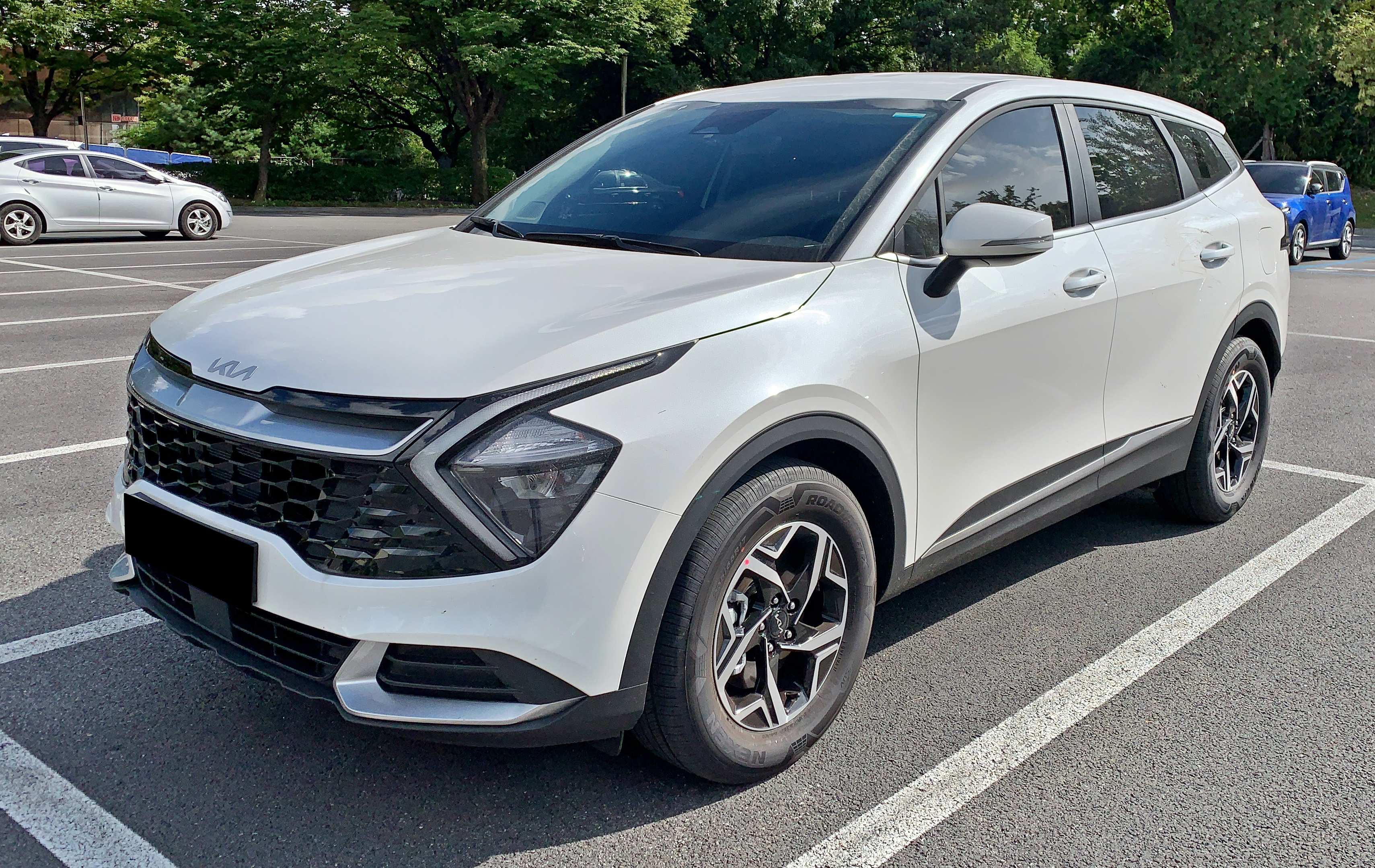
Kia Sportage (NQ5)
  - Hyundai Santa Cruz (NX4A OB)
  - Hyundai Santa Fe (TM)
  - Hyundai Sonata (DN8)
  - Hyundai Staria (US4)
  - Hyundai Tucson (NX4)
  - Kia Carnival (KA4)
  - Kia K5 (DL3)
  - Kia K8 (GL3)
  - Kia Sorento (MQ4)
  - Kia Sportage (NQ5)

## N3 eK
N3 eK — это платформа для электромобилей, представленная в 2023 году.
Устанавливается на

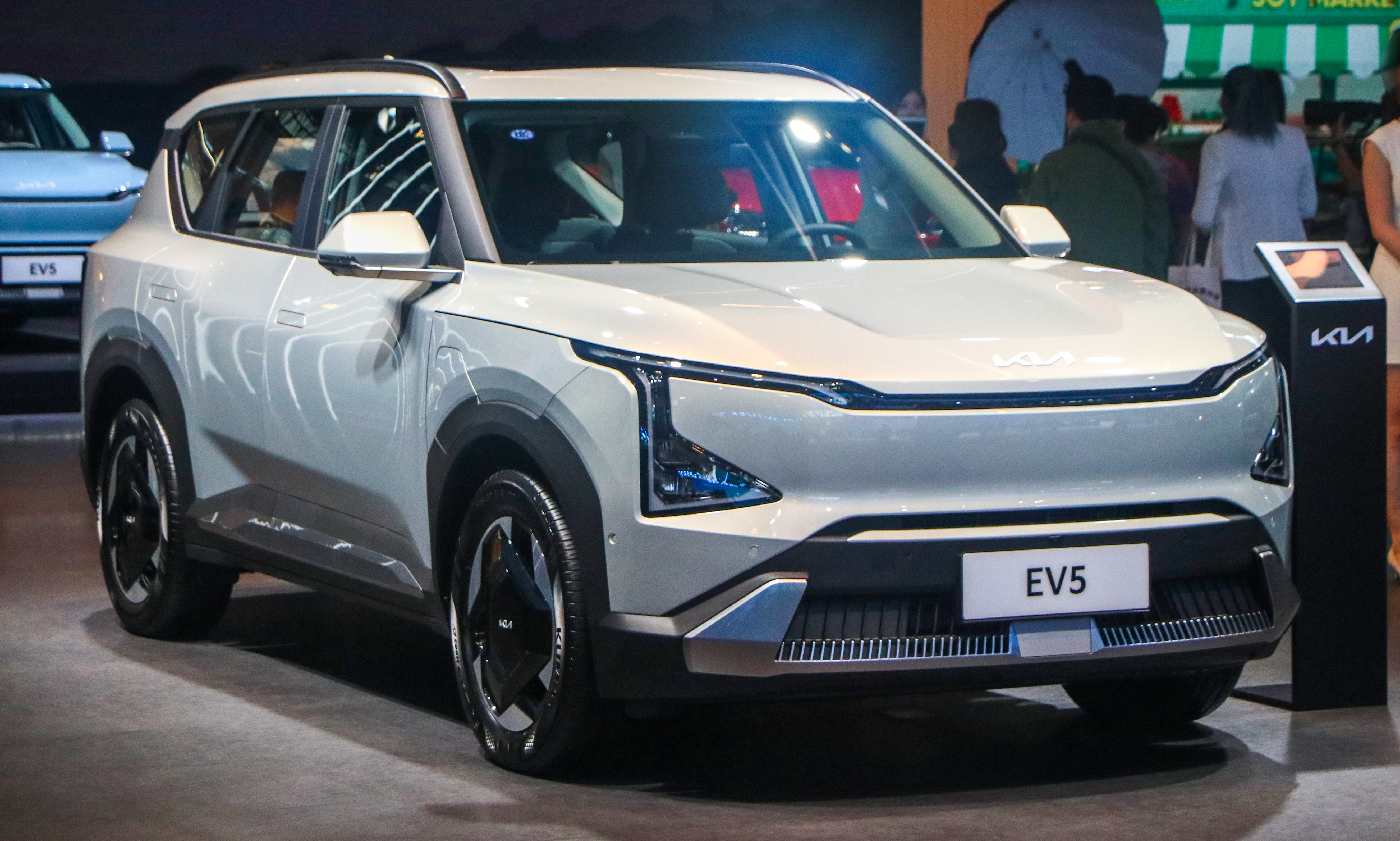
Kia EV5 (OV) (2023 — настоящее время)   - Kia EV5 (OV)